# Bharti Airtel
Bharti Airtel, раніше  — приватна публічна індійська телекомунікаційна компанія, найбільший у країні провайдер стільникового телефонного зв'язку, провайдер фіксованого зв'язку, інтернету, супутникового телебачення. Станом на вересень 2009 року, компанія мала 110 млн передплатників, що робить її третім за розміром провайдером бездротового зв'язку в межах одної країни (після China Mobile і China Unicom) та найбільшим провайдером в Індії (24,6% передплатників, наступні Reliance Communications, 17,7%, і Vodafone Essar, 17,4%).